# Cedar Hill (Tennessee)
Cedar Hill es una ciudad ubicada en el condado de Robertson en el estado estadounidense de Tennessee. En el Censo de 2010 tenía una población de 314 habitantes y una densidad poblacional de 176,99 personas por km².

## Geografía
Cedar Hill se encuentra ubicada en las coordenadas 36°33′4″N 87°0′3″O / 36.55111, -87.00083. Según la Oficina del Censo de los Estados Unidos, Cedar Hill tiene una superficie total de 1.77 km², de la cual 1.77 km² corresponden a tierra firme y (0%) 0 km² es agua.

## Demografía
Según el censo de 2010, había 314 personas residiendo en Cedar Hill. La densidad de población era de 176,99 hab./km². De los 314 habitantes, Cedar Hill estaba compuesto por el 89.17% blancos, el 6.69% eran afroamericanos, el 0% eran amerindios, el 0% eran asiáticos, el 0% eran isleños del Pacífico, el 2.23% eran de otras razas y el 1.91% pertenecían a dos o más razas. Del total de la población el 2.55% eran hispanos o latinos de cualquier raza.